# Нижние Термы
Нижние Термы (баш. Түбәнге Тирмә) — деревня в Чишминском районе Республики Башкортостан Российской Федерации. Входит в состав Еремеевского сельсовета.

## География

### Географическое положение
Расстояние до:
- районного центра (Чишмы): 10 км,
- центра сельсовета (Еремеево): 7 км,
- ближайшей ж/д станции (Чишмы): 10 км.

## Население
| 2002 | 2009 | 2010 |
| ---- | ---- | ---- |
| 371  | ↗376 | ↘331 |

Национальный состав
Исследователь Геогри И. Г. в своей работе 1775 года характеризовал деревню как «мещеряцкая».
Согласно переписи 2002 года, преобладающая национальность — татары (90 %).